# Sfiria
La sfiria est un plat traditionnel algérien originaire de la ville d'Alger. Il s'agit d'un plat salé fait à base de pain rassis, de biscottes ou bien de chapelure, accompagné de viande ou de poulet à la sauce blanche,.

## Origine
La sfiria est un plat populaire née dans les demeures d'Alger durant l'époque ottomane. Il était consommé majoritairement par les pauvres d'Alger qui recyclaient leur pain rassis en croquettes afin de préparer ce mets.

## Ingrédients

### Ingrédients principalement utilisés
- pain rassis
- viande
- fromage à tartiner
- œuf
- cannelle
- pois chiches

### Autre type de viande
- poulet

### Ingrédients pouvant être ajoutés en supplément
- persil

## Consommation
La sfiria se consomme comme un plat ordinaire de tous les jours. Ce mets est aussi préparé à l'occasion du mois de ramadan.